# Pteria penguin
Pteria penguin is een tweekleppigensoort uit de familie van de Pteriidae. De wetenschappelijke naam van de soort is voor het eerst geldig gepubliceerd in 1798 door Röding.

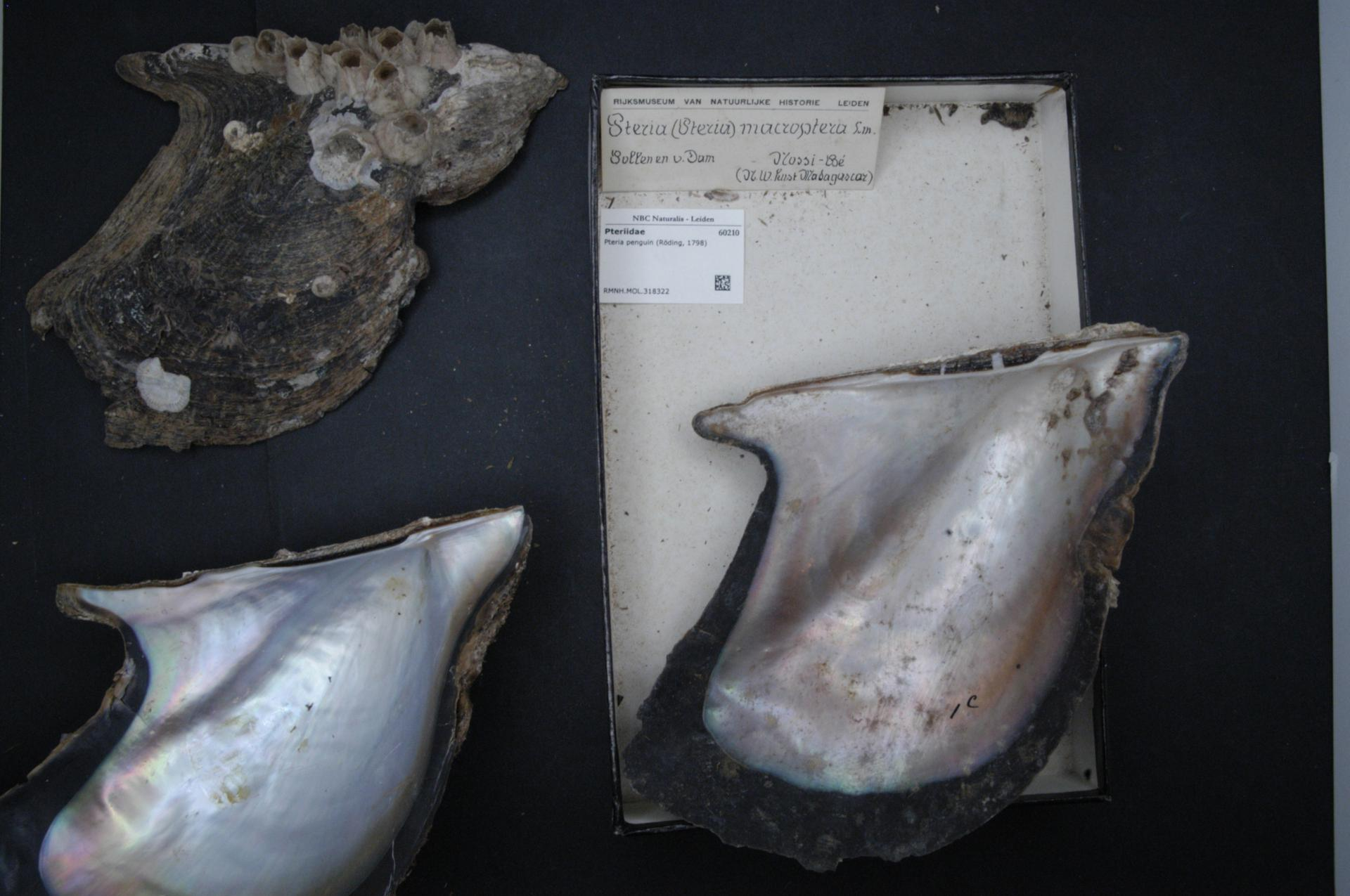
Pteria penguin (Röding, 1798), museumexemplaren Naturalis